# Kongsgården i Oslo
Kongsgården i Oslo er ruinerne af et middelalderligt bygningskompleks umiddelbart øst for Mariakirken i Oslo i det som nu er Middelalderparken.
Det ældste anlæg var et ringformet forsvarsanlæg, bygget med forbillede i samtidige motte-and-bailey-anlæg, der er kendt fra England og Frankrig. Det var et ganske enkelt anlæg, en ringformet jord- og grusvold omgivet af en voldgrav. Indenfor volden har der stået et mindre antal træbygninger. Volden er efter møntfund dateret til 1040 - 1060, hvilket svarer til Harald Hardrådes regeringstid.
I 1200-tallet blev der opført et nyt anlæg med forsvarsmure og bygninger i sten og tegl. Der var også en kongshal af samme type som Håkonshallen i Bergen, men noget mindre. Anlægget kan være blevet opført under Håkon 4. efter bybranden i 1223. En anden hypotese er at det er opført efter branden i 1254, og at det er den senere Håkon 5. som var bygherre.